# Giorgio Ghisolfi
Giorgio Ghisolfi (...) è un regista, animatore e saggista italiano.

## Biografia
Varesino, laureato in Scienze e Tecniche della Comunicazione, PhD in Diritto e Scienze Umane, si forma come professionista dell'animazione nella Milano degli anni Ottanta, nel settore della pubblicità, primo di una nuova generazione di animatori italiani destinati alla transizione dall'animazione classica a quella digitale, dapprima nello studioRDA70 (Realizzazione Disegni Animati, fondato nel 1970), che raggruppa diversi ex animatori e scenografi della Gamma Film dei fratelli Roberto e Gino Gavioli, poi con Walter Cavazzuti eGiovanni Ferrari (Studio Walter & Giovanni) e Michel Fuzellier (Quicksand). Grazie al ristretto ambiente milanese dell'animazione, entra in contatto con i maggiori animatori e registi d'animazione italiani dell'epoca, e assiste alla nascita e sviluppo delle televisioni private per le quali concorre alla realizzazione di sigle, videoclip (Rondò Veneziano: La Serenissima e Odissea Veneziana;Jay Duck-Popcorn; I Wanna be your lover dei La Bionda) e soprattutto spot pubblicitari. In proprio, come pure in collaborazione per molti anni con diverse case di produzione milanesi, quali appunto la Quicksand di Cavazzuti e Fuzellier, la Mixfilm di Giancarlo Carloni e Giovanni Mulazzani, la Bozzetto Film, Film 77, Motus, New Ways, I'm, Central Productions, Filmmaster Clip, Avana, Chinatown anima e dirige sigle, filmati pubblicitari e didattici animati, dal vero o a tecnica mista. Nel 1981 è membro fondatore dell'Associazione Illustratori (oggi Autori di Immagini) e nel 1982 di Asifa Italia, l'associazione che raggruppa gli artisti italiani del cinema d'animazione. 
Tra il 1989 e il 1990 frequenta la scuola di cinema dal vero Ipotesi Cinema di Ermanno Olmi a Bassano del Grappa, per la quale realizza, insieme a Annamaria Murdocca e Omar Vecchio, il videodocumentario Il Sacro Monte sopra Varese (1990). Ghisolfi è anche fotografo,  pioniere della manipolazione Polaroid, sin dal 1983, attività che pieriodicamente affianca a quella di cineasta. Pubblica su alcune riviste e nel 1986 due suoi scatti vengono selezionati da Barbara Hitchcock  per la prestigiosa Polaroid International Collection, mentre una immagine viene scelta da Stefano Benni per la prima edizione del suo volume di poesie Blues in Sedici.Tra i primi in Italia ad interessarsi di computer animation 3D, nel 1990 realizza la sigla per la XLVII Biennale Cinematografica di Venezia, ideata dallo studio milanese Sottsass. Negli anni Novanta, all'indomani della crisi del settore pubblicitario lavora, come altri animatori, su serie TV e lungometraggi di finzione in animazione. Sempre nel 1990 è tra gli animatori del film a tecnica mista di Manuli e Nichetti Volere Volare, così come nel 1993 per L'eroe dei due mondi di Guido Manuli. Nel 1993 anima Gino, filmato per una campagna contro l'abbandono degli animali. Nel 1997 collabora come storyboard artist e animatore a La Gabbianella e il Gatto di Enzo d'Alò. Nel 2001, oltre a ricoprire vari ruoli artistici, è anche direttore di produzione per Momo alla conquista del Tempo, sempre di d'Alò. Nel 2002 e 2003 lavora ancora come direttore di produzione e supervisore per le serie TV, coprodotte da Rai, Milo e Blanche.  Nel 2003 presenta al Cartoon Forum di Varese, insieme alle società Gertie e Bluegold, il progetto di serie tv Blurt City, con il design di Enrico Macchiavello.
Dai primi anni Novanta, in concomitanza alla nascita e sviluppo nel mondo delle scuole di cinema e di cinema d'animazione, si impegna come docente a contratto insegnando tecniche di cinema d'animazione, storyboarding, regia e infine sociologia della comunicazione in varie accademie universitarie e istituti privati. Ha scritto e diretto due produzioni indipendenti, i mediometraggi dal vero Piccole Epifanie Berlinesi (1991-1996), girato a Berlino con attori tedeschi all'indomani della caduta del Muro, e Il Cespuglio di Freud (2006). Nel 2006, tramite la società Neo Network di Milano, concorre, con un proprio progetto, alla realizzazione della sigla ufficiale delle Olimpiadi invernali di Torino.  Nel 2007 realizza, per Fabrica-Benetton, il cortometraggio in animazione digitale 2D Birima son of Africa, con musiche di Youssou Ndour. Nel 2009 fonda e dirige per due anni il festival internazionale di cinema d'animazione d'autore A-tube, the global animation film festival, nel quale si assegna il premio, inedito a livello mondiale, The Golden Storyboard, volto a premiare il lavoro dello storyboard artist nelle tre categorie di lungometraggio,  serie tv e film d'autore.  Nel 2011 pubblica, all'interno del volume La filosofia di Indiana Jones ( a cura di C. Bonvecchio), Mimesis Edizioni,  il saggio Indiana Jones e il cinema d'animazione. Nel 2012 è supervisore all'animazione per la serie Bruno the Great, diretta da Bruno Bozzetto, produzione Disney, e dirige inoltre per Pirelli Security.com, una serie di episodi in animazione. Del 2017 è il suo saggio monografico Star Wars. L'Epoca Lucas, pure edito dalle edizioni milanesi Mimesis, che analizza il lavoro di George Lucas dal punto di vista, inedito a livello internazionale, del cinema di animazione, un volume per il quale Ghisolfi ha anche girato un booktrailer animato. Nel 2018 celebra i compleanni di Superman e Topolino con Superman&Co. Codici del Cinema e del Fumetto, saggio di semiotica e critica, sempre edito da Mimesis, in cui analizza e compara i linguaggi dei due media, introducendo la prima teoria per una semiologia del cinema d'animazione. Del 2019 è I mondi di Star Wars, un saggio di sociologia dei media incentrato sul fenomeno Star Wars.

## Principali collaborazioni e filmografia (oltre agli spot pubblicitari)
1990 Il Sacro Monte sopra Varese, documentario (co-autore con A. Murdocca e O. Vecchio).
1990 Sigla XLVII Biennale Cinematografica di Venezia, computer animation (Regia).
1991 Volere volare di Guido Manuli e Maurizio Nichetti (Animatore di sequenza).
1994 L'eroe dei due mondi di Guido Manuli (Animatore degli effetti speciali).
1996 Piccole Epifanie Berlinesi, mediometraggio dal vero (Autore e regista). 
1998 La Gabbianella e il Gatto di Enzo d'Alò (Storyboard artist e animatore).
2001 Momo alla conquista del tempo di Enzo d'Alò (Storyboard artist, creazione personaggi secondari, direttore dei fogli macchina, direttore di produzione).
2002 Milo - serie TV diretta da Bruno Desraisses (Direttore di produzione e supervisore).
2003 Blanche - serie TV diretta da Loredana Middione (Direttore di produzione e supervisore).
2005 Et si on arretait la chimie - corto per UIC France (Creatore personaggi, supervisore animazione).
2006 Il Cespuglio di Freud, mediometraggio dal vero (Autore e regista); Requiescat in Pace, cortometraggio in animazione (Autore, animatore e regista). 
2007 Birima son of Africa cortometraggio in animazione (Co-autore con Roberto Cavalli; regista e direttore dell'animazione). Esterno Notte sigla animata per l'evento omonimo (Regista, animatore).
2009 Bruno the Great, serie tv diretta da Bruno Bozzetto (Supervisore all'animazione);
2010 Sfericità, videopoesia animata per l'evento Sferica 2010, Varese (Autore, animatore).
2012 Security.com, serie animata per Pirelli (Regia, art direction, supervisione all'animazione).
2017 Star Wars. L'Epoca Lucas, booktrailer animato per il volume omonimo (Regia e animazione).
2019 Il Panda del WWF all'ONU, per la campagna "Now or Never". Filmato animato per il WWF dedicato al summit ONU sul clima (Regia, art direction, supervisione all'animazione).
2020 Salutare è salutare, videoclip animato per la canzone omonima del 63º Zecchino d'Oro (Regia, art direction, animazione)

## Pubblicazioni
2020 Saggio Stereotipi di genere nel cinema d'animazione: una panoramica storica (in "Infirmitas sexus", volume collettivo a cura di P. Biavaschi, P. Bozzato, P. Nitti, Mimesis Edizioni).
2019 Volume monografico I mondi di Star Wars. Mistica Jedi e sociologia della forza dentro e fuori la Cortina di Ferro, Mimesis Edizioni.
2018 Volume monografico Superman&Co. Codici del cinema e del fumetto. Mimesis Edizioni. 
2017 Volume monografico Star Wars. L’Epoca Lucas. I segreti della più grande saga postmoderna, Mimesis Edizioni. 
2011 Saggio Fantasia, efficacia, leggerezza: tecnologie ed utilizzi dell'immagine animata nella comunicazione (in "Varese Comunica. Tecnologia fra i saperi", volume collettivo, a cura di D. Fornaciarini e F. Minazzi, Mimesis Edizioni).
2011 Saggio Indiana Jones e il cinema d’animazione (in "La filosofia di Indiana Jones" a cura di C. Bonvecchio, Mimesis Edizioni).
2007 Copertina per il magazine "Lombardia Oggi".
1993 Copertina per Blues in sedici di Stefano Benni, Feltrinelli.
1991 Fotografie, magazine "Chiaroscuro" - Gruppo Immagine Editore.
1990 Norman McLaren o del corpo metafisico, articolo, magazine "Chiaroscuro"- Gruppo Immagine Editore.
1990 Fotografie, magazine "Living in Milan".
1989 Alexandre Alexeieff o la poetica dell'incoscio, articolo, magazine "Chiaroscuro" - Gruppo Immagine Editore.
1987 Fotografie, "Zoom" Magazine
1987 Fotografie, magazine "Landscape Polaroid".
1986 Fotografie, magazine "Progresso Fotografico".

## Mostre
2017 Oktoberfoto: personale di fotografia, Varese.
2015 Mel'Immagino: personale di fotografia e illustrazione - Mel (BL).
2014 Coontemporary Mood - Fashion Week, personale di fotografia, Milano.
2013 Coontemporary Mood - Fashion Week, personale di fotografia, Milano.
2005 Foto&Photo Festival Internazionale della Fotografia di Cesano Maderno, personale di fotografia.
2004 Fotografia Digitale: Il dubbio dell'Immagine - Collettiva.
1990 Personale di fotografia a Cassano Magnago (VA).

## Riconoscimenti
2008 “Cartoons on the Bay” shortlist nella categoria film educativo e sociale con Birima son of Africa
2008 “Mediastars Award”: Premio miglior regia per gli spot tv Curious (Volkswagen Fox).
2006 "Imperia Videofestival”:  Premio miglior film per Il Cespuglio di Freud. 
2006 “I Castelli Animati”: Premio del pubblico corto animato web per Requiescat in pace4.
2005 New York, Festival del cinema per l’infanzia, shortlist per Milo, serie TV.
2000 “Mediastars Award”: Premio miglior animazione per gli spot tv Ceres mind the sign.
1998 Festival “Occhio del Ciclope” Messina. Premio miglior opera prima per Piccole Epifanie Berlinesi.
1997 “Valdarno Cinema”: Premio miglior opera prima per Piccole Epifanie Berlinesi.
1997 UPA-AssaP “Spotitalia Key Award”:  Premio miglior animazione per lo spot tv Ceres c’è. 
1997 UNICA World Competition, Varsavia – short list con Piccole Epifanie Berlinesi.
1994 AssaP  : “Miglior spot in animazione” per la sigla della campagna RAI TV Lo sanno anche i sassi.